# Jag är ej för liten
Jag är ej för liten är en psalmtext för söndagsskolan som är skriven av Olga Kullgren. Musiken är efter en svensk folkmelodi. 

## Publicerad i
- Lilla Psalmisten 1909 som nummer 228
- Svensk söndagsskolsångbok 1929 som nummer 213 under rubriken "XIX Barndoms- och ungdomstiden"